# Aylvapoldermolen
De Aylvapoldermolen (uitspraak: [Aluapoldermolen]) (Fries: Aylvapoldermûne) is een poldermolen ten noordoosten van het Friese dorp Burgwerd, dat ligt in de Nederlandse gemeente Súdwest-Fryslân. De molen staat aan de Bolswardertrekvaart.

## Beschrijving
Op de plaats van de huidige Aylvapoldermolen stond vroeger een andere molen, die in 1827 was gebouwd als een van de twee molens die de Tjaard van Aylvapolder moesten bemalen. In 1950 werd deze molen gerestaureerd. Er waren in 1959 plannen om een dieselmotor in de molen te plaatsen, maar op 9 november van dat jaar werd de molen door brand verwoest. Op de grondvesten ervan werd vervolgens een gemaal gebouwd. Dit werd later weer gesloopt, waarbij de vierkante onderbouw van de oorspronkelijke molen weer tevoorschijn kwam.
In 2000 werd op deze onderbouw de huidige Aylvapoldermolen geplaatst. Deze is afkomstig uit het Friese Hallum, waar hij als de Hoekstermolen sinds 1846 het waterschap Vijfhuizen bemaalde. Hij moest daar echter wijken voor de uitbreiding van een bedrijventerrein. Hierop werd in 1999 besloten de molen over te brengen naar Burgwerd en hem daar te herbouwen. De molen, waarvan de roeden zijn voorzien van zelfzwichting, werd op 3 juni 2000 geopend door Annemarie Jorritsma, de toenmalige Nederlandse minister van Economische Zaken, zelf een molenaarsdochter.
Op 20 augustus 2009 brak ten gevolge van blikseminslag brand uit in de Aylvapoldermolen. De rieten kap vatte meteen vlam. Dankzij de in de molen aangebrachte sprinklerinstallatie en snel ingrijpen van de brandweer bleef de schade beperkt.
De molen is eigendom van de Stichting Aylvapoldermolen.